# Monsterverbond
Een monsterverbond is een overeenkomst waarin partijen die normaal elkaars tegenstrever zijn hun tegenstellingen opzij leggen en een verbond sluiten tegen een andere, machtigere partij. Monsterverbonden komen vaak in het bedrijfsleven voor, maar ook landen, politieke partijen en dergelijke kunnen een monsterverbond sluiten.

## Bekende monsterverbonden
- De AIM-alliantie (Apple Computer, IBM en Motorola) voor de PowerPC-ontwikkeling
- Coalities 1-7 tegen Napoleon
- Liberty Alliance
- Molotov-Ribbentroppact
- Unionisme in België